# South African National Space Agency
La South African National Space Agency (SANSA) è l'ente spaziale pubblico del Sudafrica ed è responsabile della promozione e dello sviluppo della ricerca spaziale e aeronautica; inoltre incentiva la cooperazione nelle attività spaziali e la ricerca scientifica correlata allo spazio, si prefigge di promuovere l'ingegneria e l'uso pacifico dello spazio esterno e supporta la creazione di un ambiente favorevole allo sviluppo industriale delle tecnologie spaziali in Sudafrica.
La SANSA è stata istituita il 9 dicembre 2010 e ha sede a Pretoria.
I principali obiettivi della SANSA sono l'utilizzo dei dati ottenuti dai satelliti tramite telerilevamento e altri progetti per fornire valutazioni su inondazioni, incendi, gestione delle risorse e fenomeni ambientali in Sudafrica e nel resto del continente africano.

## Storia
La SANSA è stata istituita con un atto parlamentare avallato dal presidente Kgalema Motlanthe nel 2009. L'agenzia è stata creata con lo scopo di consolidare la ricerca spaziale in Sudafrica e per assumere un ruolo di centro regionale per la ricerca spaziale in Africa.
Tra gli anni 50 e 70 le missioni lunari e interplanetarie della NASA hanno utilizzato una stazione di tracciamento a Hartebeesthoek, presso la quale arrivarono le prime immagini di Marte dalla sonda Mariner 4 durante il primo sorvolo ravvicinato del pianeta. Altre installazioni sudafricane collaborano al tracciamento dei satelliti per determinare gli effetti degli strati più alti dell'atmosfera sulle loro orbite.
Negli anni 80 è cominciata la progettazione di un lanciatore e di un satellite, ma essa fu interrotta dopo il 1994. Nel 1999 il Sudafrica ha lanciato il suo primo satellite, SUNSAT, dalla Vandenberg Air Force Base, negli Stati Uniti. Il secondo satellite, SumbandilaSat, è stato lanciato dal cosmodromo di Bajkonur, nel Kazakistan, nel 2009.
La missione della SANSA è quella di utilizzare la tecnologia e le scienze spaziali per:
- fornire servizi e prodotti relativi allo spazio ai cittadini sudafricani e della regione;
- supportare, guidare e condurre la ricerca e lo sviluppo dell'ingegneria e delle scienze spaziali e l'applicazione pratica delle innovazioni che generano;
- stimolare l'interesse per lo sviluppo delle capacità umane nelle scienze e nelle tecnologie spaziali in Sudafrica;
- creare un ambiente che promuova lo sviluppo industriale;
- favorire collaborazioni internazionali per aumentare l'importanza del Sudafrica nella ricerca spaziale.